# Simon Schmiderer
Simon Schmiderer (geboren am 27. Jänner 1911 in Saalfelden; gestorben am 12. April 2001 in Highland Beach, USA) war ein österreichischer Architekt, der aufgrund der Okkupation Österreichs durch das NS-Regime in die USA emigrierte.

## Leben und Werk
Schmiderer war der Sohn eines Eisenbahners aus dem Salzburger Pinzgau. Er studierte an der Hochschule für Angewandte Kunst in Wien und lernte dort seine spätere Frau Mabel Burlingham kennen. Mabel war eine Urenkelin des New Yorker Juweliers Charles Lewis Tiffany und Tochter von Dorothy Burlingham Tiffany, Psychoanalytikerin und Lebenspartnerin von Anna Freud. So lernte Schmiderer auch Sigmund Freud kennen. Einer seiner engsten Freunde wurde Harry Freud, ein Neffe des Psychoanalytikers.
1938 emigrierte Schmiderer gemeinsam mit der Familie Freud zuerst nach Großbritannien, später mit seiner Frau in die USA. Zu seinen ersten Aufträgen als Architekt zählte ein Süßwarengeschäft für die ebenfalls emigrierte Wiener Familie Heller an der 5th Avenue in New York. Ab 1943 arbeitete er bei den Architekten Wallace Harrison und Maxwell Abramovitz, die unter anderem verschiedene Projekte für Nelson Rockefeller und dessen Unternehmungen verwirklichten. Ab 1944 war er im Verlagshaus TIME-Life in New York tätig, ab 1947 war er als Architekt am Bau des UNO-Hauptquartiers in Manhattan beteiligt. Rockefeller hatte der UNO ein Grundstück in Manhattan geschenkt und international renommierte Architekten, wie Oscar Niemeyer und Le Corbusier, eingeladen. „Schmiderer zählte zu den ,backroom boys', die Entwürfe in konkrete Modelle umsetzten.“ Er war insbesondere für die Bibliothek und die Generalversammlung des UN-Hauptquartiers zuständig. Ab 1952, bis in die 1960er Jahre, realisierte er im Auftrag einer Rockefeller-Stiftung umfangreiche Wohnbauprogramme in Puerto Rico. Hierbei setzte er Ideen des Seriellen Wohnens um und prägte den Satz: „One house in one hour“. Nach dem Zweiten Weltkrieg zählte er auch zu den Erfindern von Fertigteilen aus Beton.